# Hecatera africana
Hecatera africana är en fjärilsart som beskrevs av Charles Oberthür. Hecatera africana ingår i släktet Hecatera och familjen nattflyn. Inga underarter finns listade i Catalogue of Life.